# Kojiro Yasuda
Kojiro Yasuda (安田 虎士朗 Yasuda Kojiro?), född 14 augusti 2003 i Ishikawa prefektur, är en japansk fotbollsspelare.
Yasuda började sin karriär 2019 i FC Tokyo.